# 里田まいのふわふわmignon
『里田まいのふわふわmignon』（さとだまいのふわふわミニョン）は、北海道文化放送（uhb）にて2008年11月5日から2011年3月30日まで放送されていたローカル番組。2011年4月6日から2012年3月28日までは、『mignon.ヌーボー・里田まいのしゃかりき!』（ミニョン・ヌーボー さとだまいのしゃかりき）のタイトルで放送されていた。
放送時間は毎週水曜日24：40〜25：10（日付上は木曜0：40〜1：10）。

## 概要
- 里田まいの冠番組。里田の他メインレギュラー出演者全員が札幌市出身であるのも特徴であった。
- 番組タイトルの「mignon（ミニョン）」はフランス語で「かわいい」を意味する。ちなみに放送開始前の仮タイトルは「天然まいちん」だった。
- 里田まいら4人がロケ先で様々な体験をしながらガールズトークや様々な企画を展開。「Colle Café（コレカフェ）」のコーナーでは女性の流行アイテムを紹介する。出演者用台本が存在しない。なお、「Colle Café」のコーナーはサイト閉鎖に伴い、2010年3月半ばの放送分をもって終了している。
- 番組は前番組「どーせヒマでしょ?」と酷似していた。
- 2009年7月1日（日付上は2009年7月2日）放送分から、アナログ放送ではレターボックス放送となった。
- 開始当初は24：40～25：20の40分番組だったが、2009年10月からは放送時間が24:40～25:10までと10分短縮になった。また、2010年4月 - 9月期はuhbのキー局であるフジテレビ制作の深夜帯ドラマ『東京リトル・ラブ』を同時ネットしていた関係上、10分繰り下げの24:50～25:20の放送となった。
- 2011年4月より「ミニョン・ヌーボー 里田まいのしゃかりき!」に改題しリニューアルしたが、里田まいが結婚したことで番組継続が困難な状況になったこともあり2012年3月28日をもって3年5ヵ月にわたる放送を終了した[1]。当番組終了後、自社制作の深夜バラエティ枠は火曜日24:40枠に移動し『アナガチ』がスタートしている。

## 出演
- 里田まい
- 辻田沙織
- 大西暁子
- 伊藤沙菜

### ナレーター及び進行役
- 橘早希（ナレーター）
- 宇野章午（UHBアナウンサー。主に対決企画での進行を担当）

## スタッフ
- 企画：石川秀人、福島英樹、村中康高
- カメラ：藤原裕明
- 音声：野口浩幸
- ヘアメイク：本間久美子
- スタイリスト：立石敦子、沓沢綾（立石事務所）
- 制作：篠田光江
- 編集：吉田裕太
- MA：藤岡正憲
- ディレクター：須貝誠也
- プロデューサー：大原博美
- 制作統括：大塚政人
- 制作協力：アップフロントエージェンシー（現：アップフロントプロモーション）、シーエー・モバイル[2]、nice
- 制作著作：北海道文化放送